# Chiesa della Beata Vergine Maria del Soccorso (Picciano)
La chiesa della Beata Vergine Maria del Soccorso è la parrocchiale di Picciano, in provincia di Pescara e arcidiocesi di Pescara-Penne; fa parte della forania di Penne.

## Storia
Come si legge nella Charta Offersionis, nel 1049 il conte di Penne Bernardo diede come dono vasti appezzamenti di terra ed edifici affinché fosse edificata un'abbazia benedettina, che sarebbe poi stata nota con il nome di Sancta Maria de Pictiano.
Nel 1802 iniziò la costruzione della nuova parrocchiale secondo i disegni di Agnello Francia, che però si interruppe già nel 1806; appena quattro decenni dopo, nel 1846, i lavori ripresero su progetto dell'ingegnere Federico Dottorelli e nel 1858 furono ultimate le volte.
L'edificio, dal momento che era pericolante, fu oggetto di un consolidamento tra il 1914 e il 1920, in occasione del quale le volte vennero rafforzate con l'inserimento di catene longitudinali e trasversali.
Lesionata durante la seconda guerra mondiale, la chiesa fu ristrutturata nel 1955; in epoca postconciliare si procedette all'adeguamento liturgico secondo le nuove norme mediante l'aggiunta dell'altare rivolto verso l'assemblea.
Nel 1974 la parrocchiale venne nuovamente interessata da alcuni interventi di manutenzione che riguardarono le coperture, i cornicioni e le pareti interne, le quali furono ritinteggiate.
Danneggiata dall'evento sismico del 6 aprile 2009, la chiesa dovette essere chiusa con ordinanza comunale; nel dicembre del medesimo anno partì il restauro e nell'aprile del 2010 la si poté riaprire al culto.

## Descrizione

### Esterno
La facciata a salienti della chiesa, rivolta a nordest, si compone di tre corpi: quello centrale, più alto, presenta centralmente il portale d'ingresso con coronam mistilineo ed è sormontata dal timpano, mentre le due ali laterali sono scandite da lesene.
Annesso alla parrocchiale è il campanile a base quadrata, la cui cella su su ogni lato una monofora a tutto sesto.

### Interno
L'interno dell'edificio si compone di un'unica ampia navata, sulla quale si affacciano le cappelle laterali, introdotte da archi a tutto sesto e tra di loro intercomunicanti, e le cui pareti sono scandite da lesene terminanti con capitelli compositi e sorreggenti la trabeazione modanata e aggettante sopra la quale si impostano le volte a botte e i pennacchi della cupola; al termine dell'aula si sviluppa il presbiterio, rialzato di alcuni gradini e chiuso dall'abside di forma semicircolare.